# Regència Italiana del Carnaro
La Regència italiana del Carnaro fou un estat proclamat pel poeta, militar i polític Gabriele D'Annunzio el 8 de setembre de 1920, a la ciutat de Fiume (ara Croàcia). El nom d'aquest estat provenia del golf de Carnaro (en italià: Golfo Carnaro; en serbo-croata: Kvarnerski zaljev). No va ser reconegut per cap país, fora de la Unió Soviètica, i va ser reemplaçat per l'Estat lliure de Fiume al desembre d'aquest mateix any. L'objectiu de l'Estat era unir-se al Regne d'Itàlia, a causa de la manca d'annexió després de la Primera Guerra Mundial (l'anomenada "victòria mutilada").

## Introducció: Conferència de Pau de París
A fi de la Primera Guerra Mundial, la ciutat de Fiume - anteriorment part del Regne d'Hongria, però habitada principalment per italians (60% de la població), amb una minoria de croats (24%), eslovens (6%), hongaresos (13%) i alemanys - esdevé aviat un conflicte entre Itàlia i el nou Regne dels Serbis, Croats i Eslovens: dos Consells Nacionals, respectivament, van proclamar l'annexió al Regne d'Itàlia i el que aviat seria anomenat Iugoslàvia.
A la Conferència de Pau de París (1919) es va debatre el futur de la ciutat de Fiume, que ja sota el domini hongarès constituïa un "corpus separatum" a la frontera entre l'Ístria austríaca i la Croàcia-Eslavònia hongaresa, i que alguns volien construir un Estat independent. Els iugoslaus reclamaven Ístria, Dalmàcia i Venècia Júlia, incloent-hi Gorizia i Trieste. Els representants italians a la Conferència de Pau, dirigits pel primer ministre Vittorio Emanuele Orlando, van objectar que aquests territoris se'ls va prometre a Itàlia en virtut de la Tractat de Londres (26 abril 1915). També van reclamar oficialment la ciutat de Fiume basant-se en criteris etnolingüístics (la majoria de Fiume parlaven un dialecte venecià particular). Tot i això, la mesura es va girar en contra dels italians i finalment Fiume no fou inclosa dins el Regne d'Itàlia.
Davant la forta oposició del president nord-americà Woodrow Wilson, qui proposà convertir Fiume en una ciutat estat, Vittorio E.Orlando respon el 24 d'abril del 1919 abandonant la Conferència de Pau. Les negociacions es van reprendre algunes setmanes més tard, però la posició italiana s'havia vist compromesa i, sota la pressió de les altres potències de l'Entesa, Orlando va renunciar a Fiume (que hauria d'haver estat una ciutat estat lliure) i una gran part de Dalmàcia. A això va seguir una crisi de govern a Itàlia, on Orlando va ser substituït per Francesco Saverio Nitti i va assenyalar com a responsable de la "Victòria mutilada".

## El primer període D'Annunzio: la nit de Ronchi
En aquesta conjuntura va ser decisiva la intervenció D'Annunzio qui, inquiet davant les notícies que provenien del debat a les negociacions de pau, decideix prendre la iniciativa i el 12 de setembre del 1919 al capdavant d'un grup de 2.600 irregulars nacionalistes, decideix envair Fiume amb l'objectiu d'annexionar-la a Itàlia. Sortint de Ronchi dei Legionari, a prop de Monfalcone, entra a Fiume, mentre que les forces d'ocupació franco-anglo-estatunidenques van preferir abstenir-se d'una intervenció armada. El govern italià desaprovà l'acció del poeta ordenant un bloqueig de provisions al qual li seguí tota una campanya de recaptació de fons liderada pel director d'Il Popolo d'Italia, Benito Mussolini.

## El segon període D'Annunzio: la proclamació de la Regència

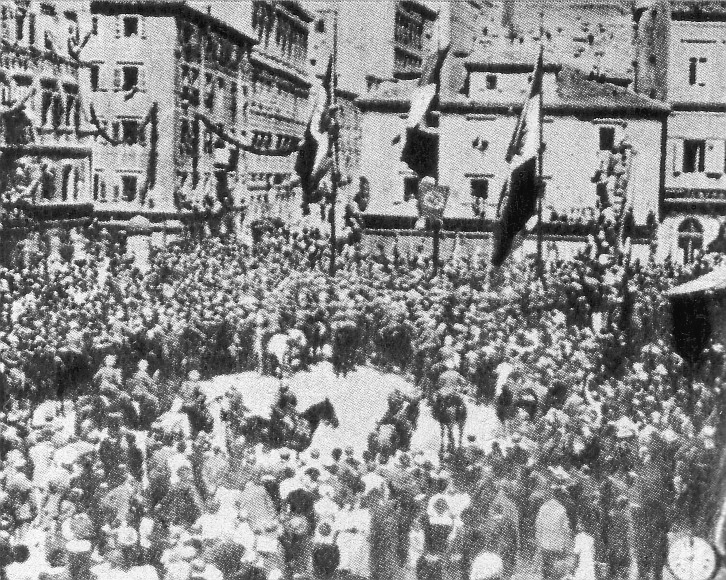
Proclamació de la Regència italiana de Carnaro

Gràcies a la gran incertesa que regnava tant a Itàlia (caiguda del govern de Nitti, maig de 1920) com a l'estranger, l'ocupació de Fiume va continuar durant mesos i el 8 de setembre de 1920, D'Annunzio va establir la Regència italiana del Carnaro oficialment proclamada el 12 d'agost 1920.
| «                                                                                                 | La victòria està amb vosaltres. Ningú pot salvar-vos, ningú us salvarà, ni el govern d'Itàlia que és ignorant i indefens com tots els seus predecessors, ni la nació italiana, que després de la collita de la guerra, es deixa trepitjar pels peus bruts dels desertors i traïdors com una pila de pòsit de raïm com per fer una aquarel·la ..... Demano a la vida de la ciutat un acte de vida. Fundem a Fiume d'Itàlia, a la frontera oriental d'Itàlia, l'Estat Lliure del Carnaro | » |
| — Del discurs d'Annunzio del 12 d'agost de 1920 que va proclamar la Regència italiana del Carnaro | |   |

La regència es va dotar d'una constitució (la Carta del Carnaro, escrita pel cap de l'Estat Major Alceste De Ambris, però alterada pel mateix poeta). Alhora, d'Annunzio es va posar al capdavant del nou govern, proclamant-se Duce.

## Epíleg: El Tractat de Rapallo i el Nadal Sagnant

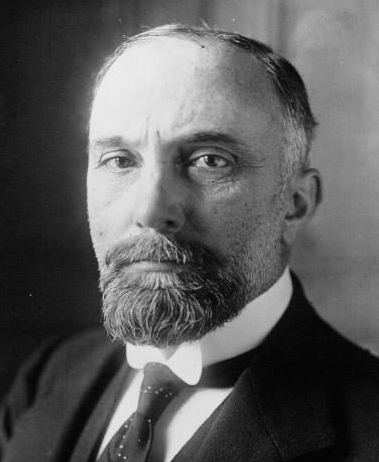
Carlo Sforza

Amb la instal·lació del govern de Giovanni Giolitti el (15 d'abril de 1920), el Ministeri d'Afers Exteriors italià es va encarregar a Carlo Sforza. Diplomàtic de carrera, Sforza, ignorant les proclames de d'Annunzio, es va esforçar per normalitzar les relacions amb Iugoslàvia. Així, els dos governs es van reunir a Villa Spinola (avui en dia encara coneguda com a Vila del Tractat), a la vora de Rapallo, en territori italià, el 7 de novembre de 1920). Les negociacions van durar pocs dies i el 12 de novembre del 1920, Itàlia i el Regne dels Serbis, Croats i Eslovens signaven el Tractat de Rapallo. D'acord amb aquest acord diplomàtic, els dos estats reconeixien Fiume com un estat lliure i independent tot establint-ne les seves fronteres entorn de la conca dels Alps Julians.
Davant el rebuig de d'Annunzio de deixar la "Regència", Fiume va ser envoltada per l'exèrcit italià i va ser atcada el matí de la vigília de Nadal. L'operació militar va causar una cinquantena de víctimes (Nadal 1920) i va fer que els legionaris de D'Annunzio abandonessin la ciutat (31 de desembre de 1920). L'Estat Lliure de Fiume va perdurar fins al 1924, quan Fiume fou annexionada al Regne d'Itàlia d'acord amb el Tractat de Roma d'aquell any.